# 策林根城

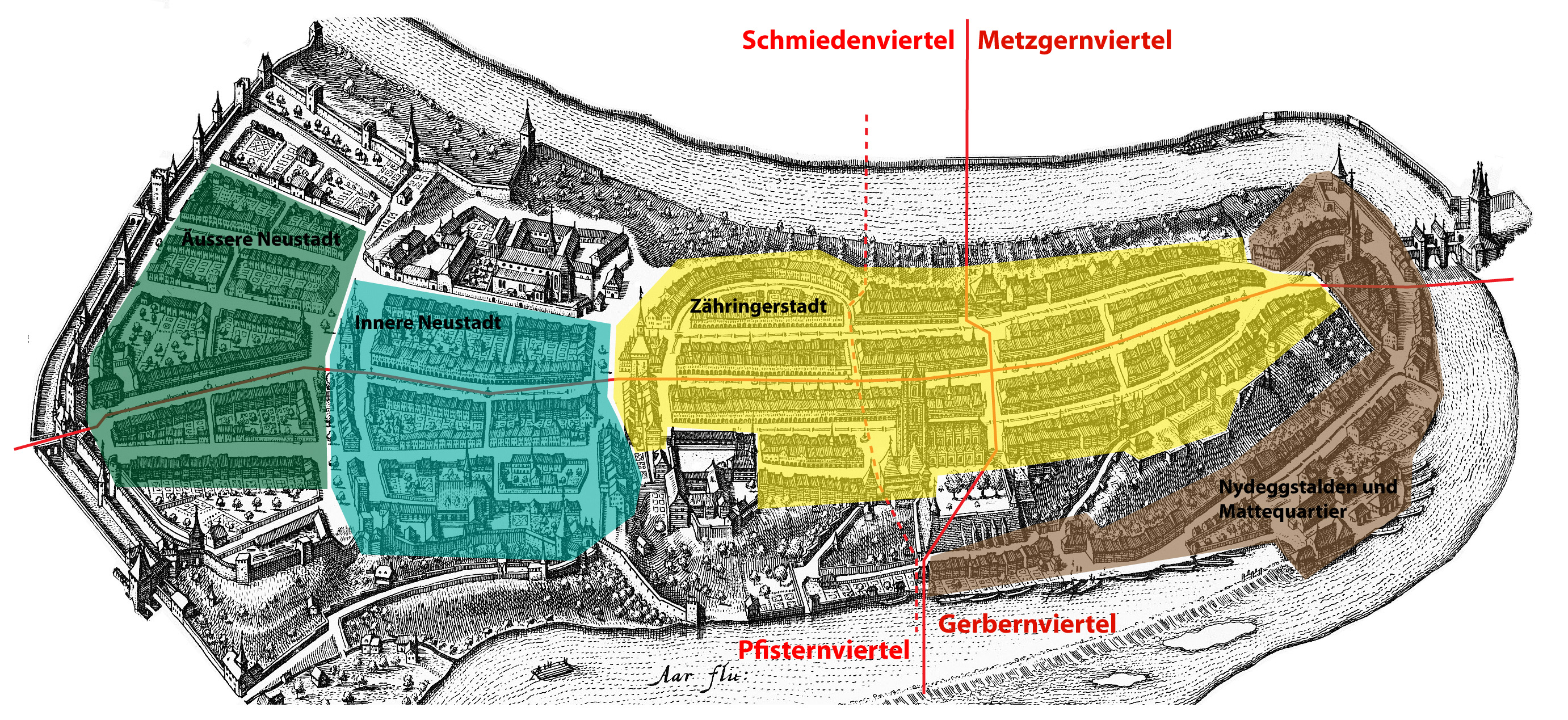

策林根城（德語：Zähringerstadt）是瑞士伯尔尼的伯尔尼老城的最古老的部分。
伯尔尼于1191年建城，这个最古老的街区称为策林根城，得名于其创建者策林根公爵贝托尔德五世。它位于狭窄的半岛上，东起阿勒河上的 Nydegg 城堡，西到时钟塔。策林根城被三条纵向的街道分开，从城堡延伸到城墙。城镇教堂的位置和屋檐的形状都是典型的策林根城市。
在13世纪上半叶，增加了两条街道：Brunngasse和绅士街。Brunngasse是城市北部边缘的一条半圆形街道，而绅士街则在城市的南边。在阿勒河上建造了一座木桥，以增加贸易，在河东岸也形成有限的定居点。
策林根城包含中世纪城市的主要政治，经济和宗教设施。这些是严格分开的：官方建筑物位于十字街（Kreuzgasse）周围，教会建筑物位于大教堂街和绅士街，而行会和商人的店铺聚集在中心的杂货街和正义街（Gerechtigkeitsgasse）。 容克街平行于正义街，最初称为教堂巷（Kilchgasse），但由于许多贵族居住在半岛南侧而改为现名。
策林根城和内新城之间的城墙在后来的扩建期间被拆毁，在城墙旧址上开辟了粮仓广场。原来的城门变成了时钟塔。